# 붉은날여우박쥐
붉은날여우박쥐(Pteropus ornatus)는 큰박쥐과에 속하는 박쥐의 일종이다. 누벨칼레도니의 토착종이다. 자연 서식지는 아열대 또는 열대 기후 지역의 건조림이다. 서식지 파괴와 사냥, 충실도가 높은 둥지의 이전의 악화때문에 멸종 위협을 받고 있다.